# Кугыжа
Кугыжа́ (луговомар. кугыжа, лужавуй, оньыжа; рус. уст. старшина, сотник, пятидесятник, десятник, сотенный князь) — марийский феодальный титул. Соответствует славянскому термину «князь».

## История
Обладал верховной военной властью — в случае войны руководил войском; административной и представительной — собирал ясак с подвластного населения, часто для последующей передачи его своему сюзерену — Казанскому хану или Московскому царю; а также высшей судебной властью, являвшись «тöра», который обличён был наказывать или миловать: к нему обращались с жалобами обиженные. За чинение суда князьям уплачивали подать (йозак). Первоначально князь избирался на общеплеменных собраниях (погын) на основе личных заслуг и авторитета. Некоторые марийские княжества вплоть до XVIII века сохраняли подобное демократическое устройство власти. Параллельно оформлялись т. н. аристократические княжества (Малмыжское, Мамич-Бердеева волость) с традиционно сильным авторитетом одной семьи — потомков легендарных харизматических лидеров.

## Этимология
Слово образовано от марийского слова «кугыза» — старик. От русских наименований сотник, пятидесятник, десятник произошли поздние марийские «шӱдöвуй, лувуй, витлевуй». Со временем термином «кугыжа» стали именовать русского царя.

## Известные кугыжа

### Династии
- Малмыжские князья
- Ветлужские князья
- Юмские князья

### Личности
- Мамич-Бердей
- Болтуш
- Чоткар